# Fifa

Fifas medlemmar

Fédération internationale de football association (svensk översättning: Internationella federationen för fotboll, Internationella Fotbollsförbundet i dagligt tal), mer känt under akronymen FIFA, är den internationella världsorganisationen till fotboll. Fifa grundades i Paris den 21 maj 1904 och har sitt huvudkontor i Zürich i Schweiz. 
Fifa organiserar fotbollens viktigaste internationella tävlingar, av vilka Världsmästerskapet i fotboll för herrar är den främsta. Förutom  "traditionell" fotboll organiserar Fifa även futsal och strandfotboll som har egna världsmästerskap.
Schweiz-italienaren Gianni Infantino valdes till Fifas president den 26 februari 2016. Han efterträdde schweizaren  Sepp Blatter som varit Fifas president sedan 1998. Blatter tvingades avgå efter att en stor korruptionsskandal avslöjats 2015 av FBI, där Blatter misstänktes för inblandning.

## Historia
År 1863 grundades i England The Football Association (mer känt under förkortningen FA), världens äldsta nationella fotbollsförbund. Fotbollen blev snabbt mycket populär i England, men även i Skottland, Wales och Irland (numera Nordirland, hela Irland var brittiskt fram till 1921) där man snart bildade egna förbund. Fotbollen spreds sedermera snabbt till många länder och vid 1900-talets början hade nationella fotbollsförbund bildats i ett flertal länder, däribland Danmark, Italien, Chile, Frankrike, Nederländerna och Sverige. Många ansåg nu att fotbollen var i behov av en internationell organisation som kunde organisera den snabbt växande sporten. Följande länders nationella förbund grundade 1904 Fifa:
- Frankrike – Union des Sociétés Françaises de Sports Athlétiques (USFSA)
- Belgien – Union Belge des Sociétés de Sports (UBSSA)
- Danmark – Dansk Boldspil Union (DBU)
- Nederländerna – Nederlandsche Voetbal Bond (NVB)
- Spanien[a] – Madrid Football Club (numera fotbollsklubben Real Madrid CF)
- Sverige – Svenska Bollspelsförbundet (SBF)
- Schweiz – Association Suisse de Football (ASF)

1. ↑  Det nationella spanska fotbollsförbundet, Real Federación Española de Fútbol (RFEF), bildades först 1913

I efterhand godkändes inte Svenska Bollspelsförbundet som fullvärdig medlem på grund av att det fanns ett konkurrerande förbund i Sverige som ville ansluta sig till det nybildade Riksidrottsförbundet (RF). Våren 1904 bildades emellertid Svenska Fotbollförbundet (SvFF) som en del i RF. Bollspelsförbundet lades ned 1906 och först 1907 blev Svenska Fotbollförbundet fullvärdig medlem i Fifa.
Alla medlemmar i det ursprungliga Fifa kom alltså från Europa. Det första icke-europeiska förbundet som blev medlem var Sydafrika (1909/1910), som några år senare följdes av Argentina, Chile och USA.

## Football Association (förklaring)
se även huvudartiklarna Fotboll och Fotbollens historia.
I förbundets namn, Fédération Internationale de Football Association, kommer franskans Football Association från engelskans association football (efter det engelska fotbollsförbundet Football Association, FA). Termen användes ursprungligen för att skilja "traditionell" fotboll från andra typer av fotboll, främst rugby, då rugbyanhängarna ansåg att rugby var den enda "riktiga" fotbollen.
Termen association football används allt mer sällan, men ordet soccer som är en förvanskning av ordet association används ofta, framför allt i Nordamerika (t.ex. i Major League Soccer), där amerikansk fotboll (som snarare liknar rugby) är populärt. Den svenska termen associationsfotboll (direktöversättning från engelska) har förekommit, men används inte längre.

## Ansvarsområden
Fifa organiserar och har ansvaret för flera internationella turneringar enligt listan nedan.
- Världsmästerskapet i fotboll för herrar
- Världsmästerskapet i fotboll för damer
- Världsmästerskapet i futsal
- Världsmästerskapet i strandfotboll
- U20-VM i fotboll
- U17-VM i fotboll
- Världsmästerskapet för klubblag
- Fotbollen i de Olympiska sommarspelen

## Dagens Fifa
Allteftersom fotbollens popularitet stadigt ökade under 1900-talet har också Fifas medlemsantal stigit snabbt. Fifa är nu en global organisation med 211 medlemsförbund och med den viktigaste Fifa-turneringen, Fifa World Cup, VM i fotboll för herrar. Denna har växt till världens största idrottsevenemang mätt efter antalet TV-tittare.
Fifas hederspris utdelas vid extraordinära tillfällen till personer som har gjort något utöver det vanliga. Ett exempel på mottagare är den svenske domaren Anders Frisk.

## Medlemsorganisationer (kontinentala konfederationer)
Sex kontinentala konfederationer som var och en representerar var sin världsdel är medlemmar i Fifa. Dessa är
- AFC – Asian Football Confederation – Asiatiska fotbollskonfederationen
- CAF – Confédération Africaine de Football – Confederation of African Football – Afrikanska fotbollskonfederationen
- CONCACAF – Confederation Of North, Central American and Caribbean Association Football – Nord- och Centralamerikanska samt Karibiska fotbollsförbundet
- CONMEBOL – Confederación Sudamericana de Fútbol – Sydamerikanska fotbollskonfederationen
- Uefa – Union of European Football Associations – Europeiska fotbollsförbundet
- OFC – Oceania Football Confederation – Oceaniska fotbollskonfederationen

- AFC (Asien)
  -  Afghanistan (dam ·  herr)
  -  Australien (dam ·  herr)
  -  Bahrain (dam ·  herr)
  -  Bhutan (dam ·  herr)
  -  Brunei (dam ·  herr)
  -  Filippinerna (dam ·  herr)
  -  Förenade arabemiraten (dam ·  herr)
  -  Guam (dam ·  herr)
  -  Hongkong (dam ·  herr)
  -  Indien (dam ·  herr)
  -  Indonesien (dam ·  herr)
  -  Irak (dam ·  herr)
  -  Iran (dam ·  herr)
  -  Japan (dam ·  herr)
  -  Jemen (dam ·  herr)
  -  Jordanien (dam ·  herr)
  -  Kambodja (dam ·  herr)
  -  Kina (dam ·  herr)
  -  Kirgizistan (dam ·  herr)
  -  Kuwait (dam ·  herr)
  -  Laos (dam ·  herr)
  -  Libanon (dam ·  herr)
  -  Macao (dam ·  herr)
  -  Malaysia (dam ·  herr)
  -  Maldiverna (dam ·  herr)
  -  Mongoliet (dam ·  herr)
  -  Myanmar (dam ·  herr)
  -  Nepal (dam ·  herr)
  -  Nordkorea (dam ·  herr)
  -  Oman (dam ·  herr)
  -  Pakistan (dam ·  herr)
  -  Palestina (dam ·  herr)
  -  Qatar (dam ·  herr)
  -  Saudiarabien (dam ·  herr)
  -  Singapore (dam ·  herr)
  -  Sri Lanka (dam ·  herr)
  -  Sydkorea (dam ·  herr)
  -  Syrien (dam ·  herr)
  -  Tadzjikistan (dam ·  herr)
  -  Taiwan (dam ·  herr)
  -  Thailand (dam ·  herr)
  -  Turkmenistan (dam ·  herr)
  -  Uzbekistan (dam ·  herr)
  -  Vietnam (dam ·  herr)
  -  Östtimor (dam ·  herr)
- Caf (Afrika)
  -  Algeriet (dam ·  herr)
  -  Angola (dam ·  herr)
  -  Benin (dam ·  herr)
  -  Botswana (dam ·  herr)
  -  Burkina Faso (dam ·  herr)
  -  Burundi (dam ·  herr)
  -  Centralafrikanska republiken (dam ·  herr)
  -  Djibouti (dam ·  herr)
  -  Egypten (dam ·  herr)
  -  Ekvatorialguinea (dam ·  herr)
  -  Elfenbenskusten (dam ·  herr)
  -  Eritrea (dam ·  herr)
  -  Etiopien (dam ·  herr)
  -  Gabon (dam ·  herr)
  -  Gambia (dam ·  herr)
  -  Ghana (dam ·  herr)
  -  Guinea (dam ·  herr)
  -  Guinea-Bissau (dam ·  herr)
  -  Kamerun (dam ·  herr)
  -  Kap Verde (dam ·  herr)
  -  Kenya (dam ·  herr)
  -  Komorerna (dam ·  herr)
  -  Kongo-Brazzaville (dam ·  herr)
  -  Kongo-Kinshasa (dam ·  herr)
  -  Lesotho (dam ·  herr)
  -  Liberia (dam ·  herr)
  -  Libyen (dam ·  herr)
  -  Madagaskar (dam ·  herr)
  -  Malawi (dam ·  herr)
  -  Mali (dam ·  herr)
  -  Marocko (dam ·  herr)
  -  Mauretanien (dam ·  herr)
  -  Mauritius (dam ·  herr)
  -  Moçambique (dam ·  herr)
  -  Namibia (dam ·  herr)
  -  Niger (dam ·  herr)
  -  Nigeria (dam ·  herr)
  -  Rwanda (dam ·  herr)
  -  São Tomé och Príncipe (dam ·  herr)
  -  Senegal (dam ·  herr)
  -  Seychellerna (dam ·  herr)
  -  Sierra Leone (dam ·  herr)
  -  Somalia (dam ·  herr)
  -  Sudan (dam ·  herr)
  -  Swaziland (dam ·  herr)
  -  Sydafrika (dam ·  herr)
  -  Sydsudan (dam ·  herr)
  -  Tanzania (dam ·  herr)
  -  Tchad (dam ·  herr)
  -  Togo (dam ·  herr)
  -  Tunisien (dam ·  herr)
  -  Uganda (dam ·  herr)
  -  Zambia (dam ·  herr)
  -  Zanzibar (dam ·  herr)
  -  Zimbabwe (dam ·  herr)
- Concacaf (Nord- och Centralamerika samt Karibien)
  -  Amerikanska Jungfruöarna (dam ·  herr)
  -  Anguilla (dam ·  herr)
  -  Antigua och Barbuda (dam ·  herr)
  -  Aruba (dam ·  herr)
  -  Bahamas (dam ·  herr)
  -  Barbados (dam ·  herr)
  -  Belize (dam ·  herr)
  -  Bermuda (dam ·  herr)
  -  Brittiska Jungfruöarna (dam ·  herr)
  -  Caymanöarna (dam ·  herr)
  -  Costa Rica (dam ·  herr)
  -  Curaçao (dam ·  herr)
  -  Dominica (dam ·  herr)
  -  Dominikanska republiken (dam ·  herr)
  -  El Salvador (dam ·  herr)
  -  Grenada (dam ·  herr)
  -  Guatemala (dam ·  herr)
  -  Guyana (dam ·  herr)
  -  Haiti (dam ·  herr)
  -  Honduras (dam ·  herr)
  -  Kanada (dam ·  herr)
  -  Kuba (dam ·  herr)
  -  Mexiko (dam ·  herr)
  -  Montserrat (dam ·  herr)
  -  Nicaragua (dam ·  herr)
  -  Panama (dam ·  herr)
  -  Puerto Rico (dam ·  herr)
  -  Saint Kitts och Nevis (dam ·  herr)
  -  Saint Lucia (dam ·  herr)
  -  Saint Vincent och Grenadinerna (dam ·  herr)
  -  Surinam (dam ·  herr)
  -  Trinidad och Tobago (dam ·  herr)
  -  Turks- och Caicosöarna (dam ·  herr)
  -  USA (dam ·  herr)
- Conmebol (Sydamerika)
  -  Argentina (dam ·  herr)
  -  Bolivia (dam ·  herr)
  -  Brasilien (dam ·  herr)
  -  Chile (dam ·  herr)
  -  Colombia (dam ·  herr)
  -  Ecuador (dam ·  herr)
  -  Paraguay (dam ·  herr)
  -  Peru (dam ·  herr)
  -  Uruguay (dam ·  herr)
  -  Venezuela (dam ·  herr)
- OFC (Oceanien)
  -  Amerikanska Samoa (dam ·  herr)
  -  Cooköarna (dam ·  herr)
  -  Fiji (dam ·  herr)
  -  Nya Kaledonien (dam ·  herr)
  -  Nya Zeeland (dam ·  herr)
  -  Papua Nya Guinea (dam ·  herr)
  -  Salomonöarna (dam ·  herr)
  -  Samoa (dam ·  herr)
  -  Tahiti (dam ·  herr)
  -  Vanuatu (dam ·  herr)
- Uefa (Europa)
  -  Albanien (dam ·  herr)
  -  Andorra (dam ·  herr)
  -  Armenien (dam ·  herr)
  -  Azerbajdzjan (dam ·  herr)
  -  Belarus (dam ·  herr)
  -  Belgien (dam ·  herr)
  -  Bosnien och Hercegovina (dam ·  herr)
  -  Bulgarien (dam ·  herr)
  -  Cypern (dam ·  herr)
  -  Danmark (dam ·  herr)
  -  England (dam ·  herr)
  -  Estland (dam ·  herr)
  -  Finland (dam ·  herr)
  -  Frankrike (dam ·  herr)
  -  Färöarna (dam ·  herr)
  -  Georgien (dam ·  herr)
  -  Gibraltar (dam ·  herr)
  -  Grekland (dam ·  herr)
  -  Irland (dam ·  herr)
  -  Island (dam ·  herr)
  -  Israel (dam ·  herr)
  -  Italien (dam ·  herr)
  -  Kazakstan (dam ·  herr)
  -  Kosovo (dam ·  herr)
  -  Kroatien (dam ·  herr)
  -  Lettland (dam ·  herr)
  -  Liechtenstein (dam ·  herr)
  -  Litauen (dam ·  herr)
  -  Luxemburg (dam ·  herr)
  -  Malta (dam ·  herr)
  -  Moldavien (dam ·  herr)
  -  Montenegro (dam ·  herr)
  -  Nordirland (dam ·  herr)
  -  Nordmakedonien (dam ·  herr)
  -  Norge (dam ·  herr)
  -  Polen (dam ·  herr)
  -  Portugal (dam ·  herr)
  -  Rumänien (dam ·  herr)
  -  Ryssland (dam ·  herr)
  -  San Marino (dam ·  herr)
  -  Schweiz (dam ·  herr)
  -  Serbien (dam ·  herr)
  -  Skottland (dam ·  herr)
  -  Slovakien (dam ·  herr)
  -  Slovenien (dam ·  herr)
  -  Spanien (dam ·  herr)
  -  Sverige (dam ·  herr)
  -  Tjeckien (dam ·  herr)
  -  Turkiet (dam ·  herr)
  -  Tyskland (dam ·  herr)
  -  Ukraina (dam ·  herr)
  -  Ungern (dam ·  herr)
  -  Wales (dam ·  herr)
  -  Österrike (dam ·  herr)

## Nationella medlemsförbund
Fifa har 211 medlemsförbund, vilket är 18 fler än vad FN har medlemsländer. Kosovo och Gibraltar blev 2016 de senaste medlemmarna.
Det finns emellertid några småstater som inte är medlemmar i Fifa; dessa är:
- Vatikanstaten
- Monaco
- Mikronesiens federerade stater
- Nauru
- Kiribati
- Palau
- Marshallöarna
- Tuvalu

Tuvalu, Palau och Kiribati är dock medlemmar i OFC (Oceaniens fotbollsförbund)
Dessutom finns inom Fifa en mindre organisation kallad Fifa small nations working group, som samarbetar med olika minoriteter, autonoma regioner m.m. som gärna vill ha egna förbund och ansluta sig till Fifa men där det av politiska skäl är väldigt svårt att genomföra en anslutning. Det finns exempel på storpolitiskt kontroversiella Fifa-medlemmar som inte är fullt erkända som självständiga stater, till exempel Taiwan och Palestina. För att den politiska konflikten mellan Taiwan och Kina, som inte erkänner Taiwans självständighet, inte ska hindra laget från att delta i internationella fotbollen tävlar de istället under namnet Kinesiska Taipei i Fifa-sammanhang.
Storbritannien har aldrig varit medlem på grund av att England, Skottland, Wales och Nordirland alltid haft egna förbund. För att bli medlem i Fifa så måste landet/nationella förbundet först bli medlem i något av de sex kontinentala konfederationerna.

## Fotbollsgeografi och fotbollsländer
De nationella fotbollsförbund som finns representerade i Fifa är huvudsakligen, men inte uteslutande, identiska med nationer. Till exempel har Färöarna ett eget landslag trots att ögruppen tillhör Danmark. De brittiska förbunden tävlar vart och ett för sig: Wales, Skottland, England och Nordirland. En viktig förutsättning för Fifa-medlemskap är medlemskap även i en av de sex kontinentala konfederationerna.
Fifas geografiska zoner är inte heller identiska med de geografiska världsdelarna. Till exempel tillhör Israel och Kazakstan det europeiska fotbollsförbundet Uefa trots att länderna är belägna i Asien.

## Fifa-presidenter

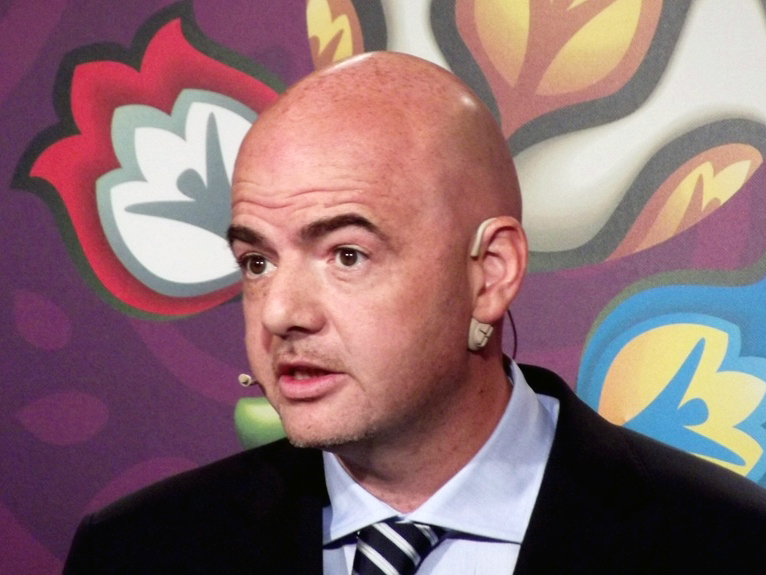
Fifas president Gianni Infantino

Gianni Infantino blev president 2016. Han är Fifas nionde president.

## Skandaler
En korruptionsskandal inträffade 2015 som ledde till att den dåvarande presidenten Sepp Blatter, och även Uefa-presidenten Michel Platini, stängdes av den 8 oktober 2015 i 90 dagar misstänkta för korruption. Issa Hayatou, ordförande i det afrikanska fotbollsförbundet, tog tillfälligt över posten som Fifa-president. Den 26 februari 2016 valdes Gianni Infantino till ny FIFA-president.